# Тополчани
Тополчани (на македонска литературна норма: Тополчани) е село в южната част на Северна Македония, община Прилеп.

## География
Селото е разположено в областта Пелагония.

## История
В XIX век Тополчани е чисто българско село в Прилепска кааза на Османската империя. Църквата „Възнесение Господне“ е от 1863 година. В „Етнография на вилаетите Адрианопол, Монастир и Салоника“, издадена в Константинопол в 1878 година и отразяваща статистиката на населението от 1873 година, Тополчане (Topoltchané) е посочено като село с 38 домакинства със 172 жители българи и 4 цигани.
Според статистиката на Васил Кънчов („Македония. Етнография и статистика“) от 1900 година Тополчани има 360 жители, всички българи християни.
На Етнографската карта на Битолския вилает на Картографския институт в София от 1901 година Тополчани е чисто българско село в Прилепската каза на Битолския санджак с 55 къщи.
В началото на XX век българското население на селото е сърбоманско под върховенството на Цариградската патриаршия. По данни на секретаря на Българската екзархия Димитър Мишев („La Macédoine et sa Population Chrétienne“) през 1905 година в Тополчани има 440 българи патриаршисти сърбомани.
По време на българското управление във Вардарска Македония в годините на Втората световна война, Никола Т. Янев от Охрид е български кмет на Тополчани от 29 септември 1941 година до 3 септември 1942 година. След това кметове са Кольо Ст. Колев от Ловеч (1 април 1943 - 26 януари 1944) и Харалампи Бутлев от Прилеп (27 януари 1944 - 9 септември 1944).
Според преброяването от 2002 година селото има 449 жители, всички северномакедонци. До 2004 година Тополчани е център на самостоятелна община.

## Личности
Родени в Тополчани
- Ангелина Маркус (р. 1932), северномакедонска писателка
- Евгения Шуплинова (1930 - 2008), писателка от Република Македония

Починали в Тополчани
- Никола Велчев Тановски, български военен деец, подпоручик, загинал през Първата световна война[8]
- Слави Ненов Гаваски, български военен деец, подпоручик, загинал през Първата световна война[9]